# Eunice P. Shadd
Eunice P. Shadd, también conocida como Eunice Lindsay (1846 - 4 de enero de 1887) fue una médica canadiense-estadounidense, nacida en Pensilvania y criada en Chatham, Ontario . Fue una de las primeras mujeres negras en graduarse de la Facultad de Medicina de la Universidad de Howard.

## Primeros años
Eunice Shadd nació en 1846 en West Chester, Pensilvania. Fue una de los 13 hijos de Abraham D. Shadd y Harriet Burton Parnell, que eran afroamericanos libres. Su padre era conductor del Ferrocarril Subterráneo y era conocido por los activistas contra la esclavitud.
Abraham trasladó a su familia en 1853 a Canada West (Ontario después de la confederación en 1867). Abraham era terrateniente, político, activista y agricultor. Continuó sus esfuerzos para ayudar a las personas a escapar de la esclavitud en Canadá.  Sus hermanos tenían una buena educación, muchas de sus hermanas eran maestras.Isaac Shadd (también conocido como ID Shadd) fue editor de periódicos, impresor y tenedor de libros antes de convertirse en presidente de la Cámara de Representantes de Misisipi. Su hermana mayor, Mary Ann Shadd , se convirtió en una destacada periodista y activista contra la esclavitud y su hermano Isaac Shadd tuvo una destacada e influyente carrera periodística y política.

## Edad adulta
Eunice Shadd dejó Canadá y se mudó a Washington, para estar con sus hermanos Mary Ann y Abraham. Se inscribió en la Escuela Normal de la Universidad de Howard en 1870 y se graduó en 1872. Shadd enseñó en una escuela pública y luego se inscribió en el programa médico de Howard en 1875. En Howard, Shadd estudió con Charles Purvis.
Shadd se graduó de la Facultad de Medicina de la Universidad de Howard en 1877. Ese mismo año, se casó con el  Frank T. Lindsay, quien se había graduado del programa médico de Howard en 1875. La pareja luego se mudó a Xenia, Ohio , donde ambos practicaron la medicina.

## Vida personal
Shadd se casó con Frank T. Lindsay, quien nació en Jamestown, Carolina del Norte , el 28 de diciembre de 1849. Asistió a Oberlin College , Santhale Seminary y Howard University College of Medicine , y se graduó en 1875 con un título en medicina.
Eunice Shadd murió el 4 de enero de 1887 en Xenia.  Lindsay se volvió a casar después de la muerte de Shadd.